# Au moment d'être à vous
Au moment d'être à vous è un album dal vivo della cantante canadese Isabelle Boulay, pubblicato nel 2002.

## Tracce

### Versione canadese
1. Au moment d'être à vous
2. Le retour de Don Quichotte
3. Avec le temps
4. Pour un ami condamné
5. Monopolis
6. Brésil/Amor, Amor/Symphonie
7. Ma fille
8. Mieux qu'ici bas
9. C'était l'hiver
10. Non, je ne regrette rien
11. La Mamma
12. Et maintenant
13. Nos rivières

### Versione francese
1. Au moment d'être à vous
2. Avec le temps
3. Monopolis
4. Ma fille
5. Mieux qu'ici-bas
6. Perce les nuages
7. Répondez-moi
8. C'était l'hiver
9. Je t'oublierai, je t'oublierai
10. Parle-moi
11. Quelques pleurs
12. Un jour ou l'autre
13. Non, je ne regrette rien
14. La Mamma
15. Et maintenant
16. Amsterdam (a capella)
17. Sans toi (bonus track)